# Enrico Giachino
Errico Giachino, detto Erich (Torino, 10 marzo 1916 – Torino, 5 aprile 1944), è stato un partigiano italiano.
Sottotenente di complemento, Medaglia d'argento e medaglia d'oro al valor militare alla memoria.

## Biografia
Dopo essersi diplomato al Regio Istituto Tecnico di Torino "Germano Sommeiller", Errico Giachino, già impiegato alla Fiat, si iscrisse alla Facoltà di Economia e Commercio dell'Università degli Studi di Torino.
Nel 1941 fu chiamato alle armi e divenne sottotenente di complemento nel 15° Reggimento Autieri; al momento dell'armistizio dell'8 settembre 1943 decise di non arrendersi ai tedeschi ed entrò nella Resistenza, dandosi alla macchia nella zona di Viù, nelle Valli di Lanzo.
Con il nome di battaglia di "Erich" organizzò le prime bande armate, costituite soprattutto da ex militari sbandati. Fece parte del 1° Comitato Militare Regionale Piemontese (CMRP) come rappresentante delle Brigate Matteotti.
Il 31 marzo 1944 fu catturato da membri della Federazione dei Fasci Repubblicani nella sacrestia della chiesa di San Giovanni a Torino, assieme ai compagni, mentre si teneva una riunione clandestina del CMRP.
Incarcerato e processato a Torino dal Tribunale speciale per la sicurezza dello Stato nei giorni 2 e 3 aprile, venne condannato a morte e fucilato il 5 aprile 1944 nel Poligono Nazionale del Martinetto di Torino da un plotone della Guardia Nazionale Repubblicana insieme a Franco Balbis, Quinto Bevilacqua, Giulio Biglieri, Paolo Braccini, Eusebio Giambone, Massimo Montano e Giuseppe Perotti.
Gli fu conferita la Medaglia d'oro al valor militare alla memoria. È sepolto nel Cimitero monumentale di Torino.

## Riconoscimenti e dediche
- Roma e Torino hanno intitolato vie a Errico Giachino.
- Torino ha intitolato una scuola elementare a Errico Giachino in via Campobasso.